# Ana Murinello
Ana Murinello (4 de dezembro de 1965) é uma actriz portuguesa.
Recebeu formação de Aloysyo Filho, Nicolau Breyner e José Martins. Participou em diversas novelas, séries, e peças de teatro.

## Participações
- Ninguém Como Tu
- Os Serranos
- Dei-te Quase Tudo
- Videoclip- Sam the kid
- Fala-me de Amor
- Programa Piloto (SIC Mulher)
- Tu e Eu Personagem - Lígia
- Corrupção - Personagem - Esposa do Dr. Bexiga
- O Quinto Poder - Personagem - Rita Melo
- Deixa-me Amar - Personagem - Rita Dias Enfermeira
- Liberdade 21 - Personagem - Neide Bernardes
- Podia Acabar o Mundo - Personagem - Juíza
- A Noite do Fim do Mundo - Personagem - Mulher
- Uma Sereia chamada Ermelinda - Personagem - Ermelinda
- Pai à Força - Personagem - Médica
- Rosa Fogo - Personagem - Senhora